# Сиригу, Сандро
Сандро Сиригу (нем. Sandro Sirigu; 7 октября 1988, Ульм, Германия) — немецкий и итальянский футболист, игравший на позиции защитника, помощник главного тренера команды «Зонненхоф Гроссаспах».

## Карьера
Родился в немецком городе Ульм 7 октября 1988. До 1996 года тренировался в местных клубах «Шпортбунд Ульм» (нем. DJK Sportbund Ulm) и «Зенден» (нем. FV Senden), затем вошёл в главный местный клуб «Ульм 1846», за основной состав которого начал выступать в 2006 году. Первые два сезона провёл в Оберлиге (4-й дивизион Германии), а сезон 2008/09 начал с командой в Региональной лиге, которая после создания Третьей лиги также стала 4-й по уровню лигой.
По ходу сезона перешёл во «Фрайбург», однако за основной состав не провёл ни одного матча и следующие полтора сезона продолжал выступать в Регионаллиге за команду «Фрайбург II». Летом 2010 года подписал контракт с клубом Третьей лиги «Хайденхайм». В его составе провёл три полноценных сезона и отыграл 76 матчей, в которых забил 2 гола.
Летом 2013 года перешёл в другой клуб лиги «Дармштадт 98». По итогам сезона «Дармштадт» занял третье место и по результатам стыковых матчей с клубом «Арминия» добился повышения во Вторую Бундеслигу. В следующем сезоне «Дармштадт» занял второй место в лиге и вышел в Бундеслигу. В первый свой сезон в высшей лиге Сиригу провёл лишь 6 матчей, но в сезоне 2016/17 вновь стал основном игроком команды и провёл в немецкой элите 30 матчей, а также забил 2 гола, однако по итогам сезона «Дармштадт» занял последнее место и вернулся во Вторую Бундеслигу.

## Достижения
«Хайденхайм»
- Обладатель Кубка Вюртемберга (3): 2010/11, 2011/12, 2012/13

«Дармштадт 98»
- Выход во Вторую Бундеслигу: 2014
- Вице-чемпион Второй Бундеслиги и выход в Бундеслигу: 2015